# Powerless
"Powerless" é uma canção da banda americana de rock Linkin Park. Foi lançada no álbum Living Things de 2012.

## Composição
A canção ocorre em meio-tempo com batidas intercaladas, harmonias lentas e sintetizadores. Sua base funciona sobre uma linha de piano e é descrita pela revista Spin como tendo "a mesma atmosfera eletro da última canção de Bruno Mars para a trilha sonora de Twilight". O Silver Tongue Online descreveu o single como "uma fundação de percussões e música eletrônica, um belo refrão e um interlude digno de Coldplay". "Powerless" também foi descrita como "afluida, lenta, um hino do Linkin Park". Segundo a RckAbout.com, a letra da canção fala sobre um amor ou amizade auto-destrutiva.

## Promoção
"Powerless", a décima segunda e última faixa do álbum, foi lançada na trilha sonora do filme Abraham Lincoln: Vampire Hunter. Uma performance da canção com cenas do filme foram lançadas pelo site Yahoo!, para o trailer do filme. Esse video foi dirigido por Timur Bekmambetov, que também dirigiu o longa metragem. O clipe foi filmado em Berlim, Alemanha. Bekmambetov descreveu o filme para a banda, que reagiu positivamente a ele, e então concluiram que a canção cairia bem na história do filme.

## Faixas
| Download digital |             |         |  |
| N.º              | Título      | Duração |  |
| 1.               | "Powerless" | 3:44    |  |

## Recepção
A revista Billboard citou "Powerless" como um exemplo de "porque o Linkin Park se mantém vivo enquanto seus compatriotas do nu-metal não conseguem se destacar". O site AltSounds.com disse que a canção "certamente é maior e mais ousada que as outras canções do álbum, mas não te move como era de se esperar".

## Paradas musicais
| Paradas (2012)              | Melhor posição |
| --------------------------- | -------------- |
| Reino Unido (UK Rock Chart) | 40             |